# یواس‌اس راولینز (ای‌پی‌ای-۲۲۶)
یواس‌اس راولینز (ای‌پی‌ای-۲۲۶) (به انگلیسی: USS Rawlins (APA-226)) یک کشتی بود که طول آن ۴۵۵ فوت (۱۳۹ متر) بود. این کشتی در سال ۱۹۴۴ ساخته شد.